# Wielospecjalistyczny Szpital Miejski im. Emila Warmińskiego w Bydgoszczy

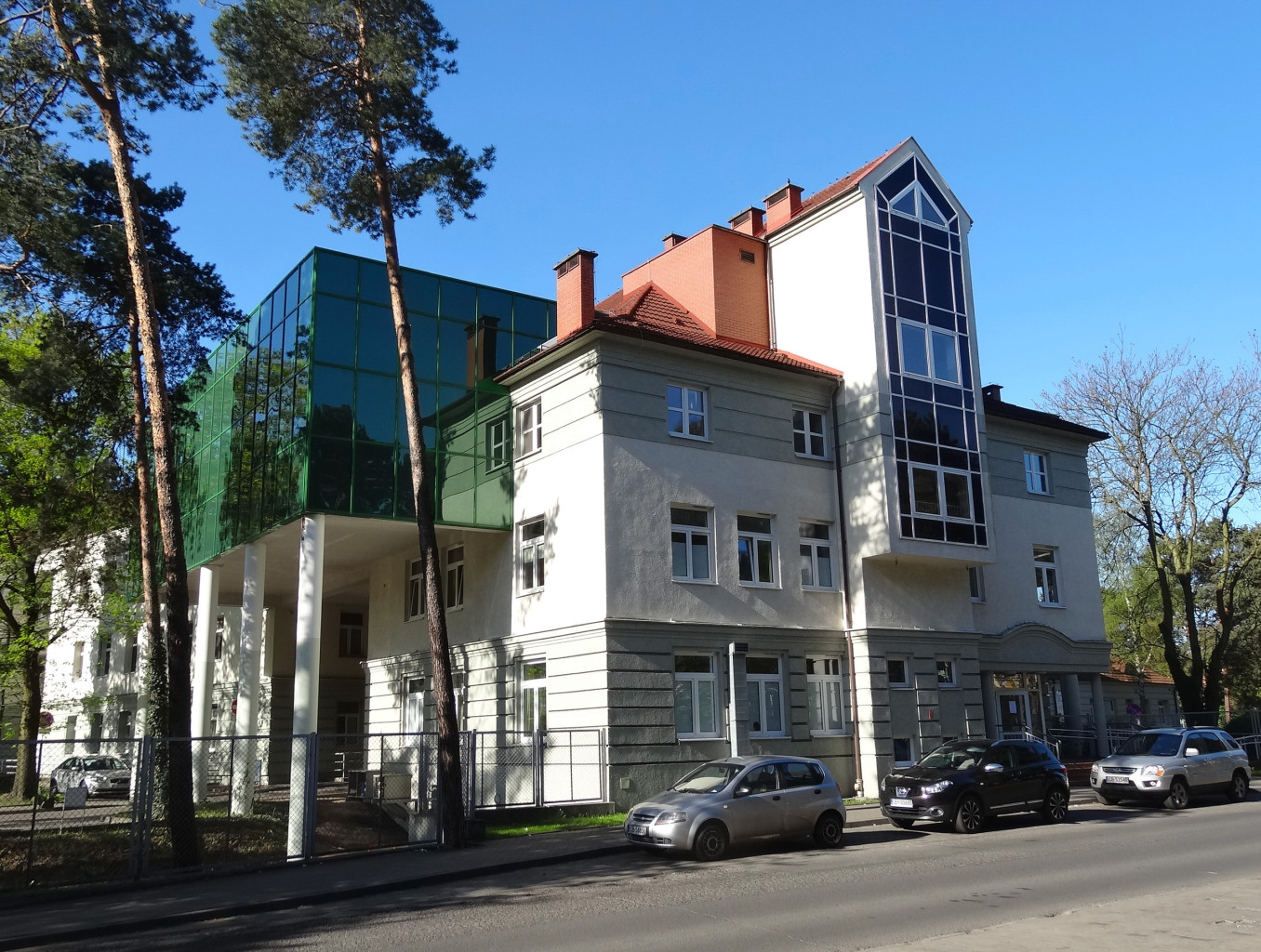
Blok operacyjny

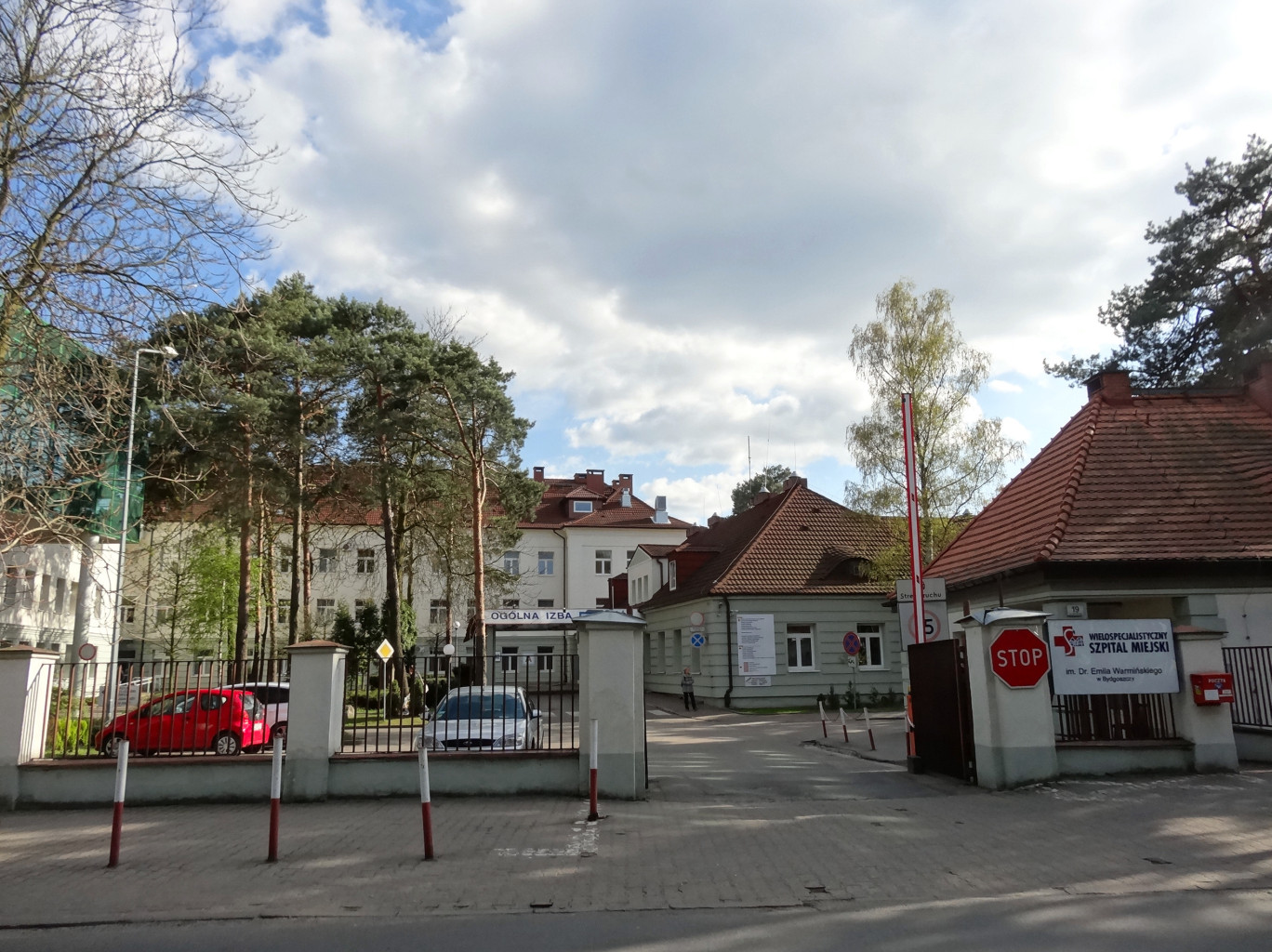
Wejście od ul. majora Henryka Hubala-Dobrzańskiego

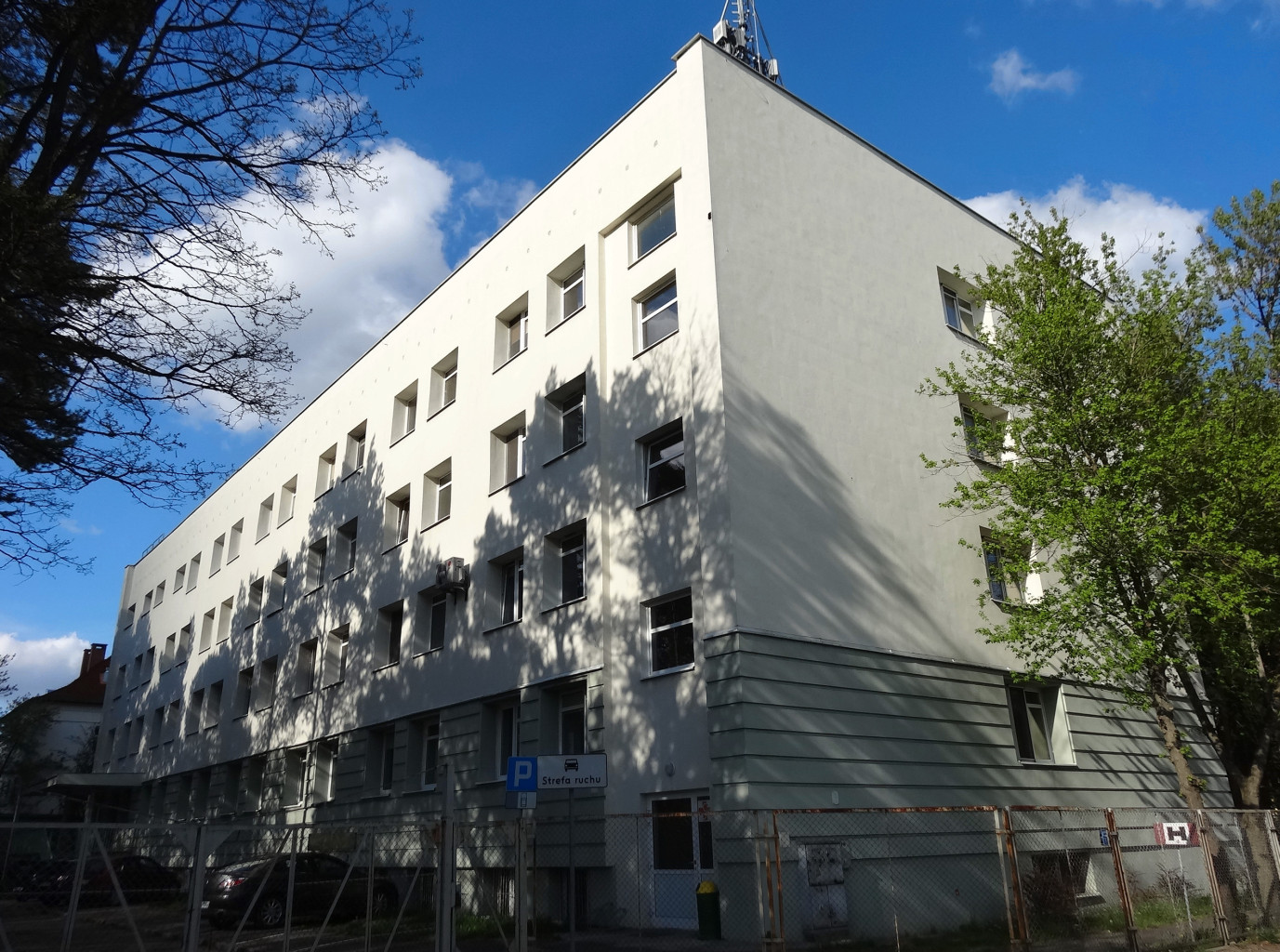
Jeden z pawilonów szpitalnych

Szpital Kliniczny im. dr Emila Warmińskiego Politechniki Bydgoskiej - Samodzielny Publiczny Zakład Opieki Zdrowotnej w Bydgoszczy – szpital miejski w Bydgoszczy, położony w dzielnicy Kapuściska.

## Charakterystyka
W szpitalu rocznie hospitalizowanych jest ok. 20 tys. pacjentów, zaś 70 tysięcy osób korzysta na z pomocy szpitalnych poradni. W strukturze lecznicy funkcjonuje 7 oddziałów, 17 zakładów i pracowni oraz 16 poradni specjalistycznych. 
Świadczenia medyczne, którymi szpital się wyróżnia to m.in.: kompleksowa opieka nad matką i dzieckiem, szkoła rodzenia, zabiegi chirurgiczne, kardiologiczne  oraz poradnia rehabilitacyjna i zakład fizjoterapii.
Organem tworzącym dla szpitala jest Politechnika Bydgoska im. Jana i Jędrzeja Śniadeckich.

## Historia
Budowę szpitala rozpoczęto w 1953 na Kapuściskach, na zalesionym terenie w sąsiedztwie budującego się osiedla mieszkaniowego dla pracowników Zakładów Chemicznych. Projekt wykonała arch. Janina Czarnecka z Miastoprojektu Poznań, a wykonawcą było Zjednoczenie Budownictwa Miejskiego w Bydgoszczy. 250-łóżkowy szpital oddano do użytku 30 grudnia 1959, lecz w następnych latach trwały jeszcze prace wykończeniowe. Jego pierwszym dyrektorem był dr Jan Masełkowski. 
Początkowo było tu 250 łóżek i tylko cztery oddziały: chorób wewnętrznych (dr Kazimierz Jachołkowski), ginekologiczno-położniczy (dr Edmund Dzionara i dr Zenon Bardowski) oraz noworodkowy (dr Jadwiga Bobrowska-Michalak). Już w 1960 otwarto oddział chirurgiczny (dr. Bogumiłem Suszko) wraz z blokiem operacyjnym oraz laryngologiczny (dr Jan Masełkowski), a także zakład RTG.
W połowie 1960 oddane do użytku zostały: oddział gruźlicy dziecięcej (dr Wiesława Sucharska i dr Stanisław Górski) oraz laboratorium analityczne i bakteriologiczne.
W 1973 szpital dysponował 285 łóżkami, a personel liczył 450 osób. W 1975 wojewoda bydgoski włączył szpital wraz z kilkudziesięcioma przychodniami w skład Zespołu Opieki Zdrowotnej nr 1 w Bydgoszczy. W 1976 utworzono Oddział Intensywnej Opieki Medycznej, w 1981 Oddział Dziecięcy, a w 1982 Oddział Niemowlęcy.
W czerwcu 1992 szpital przekształcono w Publiczny Zakład Opieki Zdrowotnej podlegający Wojewodzie Bydgoskiemu, a od stycznia 1994 – Radzie Miasta Bydgoszczy. W 1997 i 2002 dokonywano korekty nazwy szpitala. W 1992 dyrektor szpitala przekazał na cele Hospicjum im. ks. Jerzego Popiełuszki jeden z pawilonów szpitalnych.
Od 2005 w szpitalu zaczęło działać Centrum Małoinwazyjnych Technik Medycznych w zakresie chirurgii ogólnej, okulistyki, ortopedii i traumatologii narządu ruchu, otolaryngologii, urologii, chirurgii onkologicznej oraz gastroenterologii w trybie ambulatoryjnym i hospitalizacji jednodniowej. Powstała pierwsza w regionie sala intensywnej terapii noworodków, a w 2006 nowy blok operacyjny z 5 salami i zapleczem.
W latach 2017–2020 kosztem ponad 11 mln zł powstał trzypiętrowy budynek, przeznaczony na potrzeby zakładu fizjoterapii, oddziału rehabilitacji kardiologicznej oraz oddziału rehabilitacji neurologicznej. Zwolnione przez te jednostki pomieszczenia umożliwią powstanie na ich bazie nowej pracowni hemodynamiki.
W kwietniu 2023 została podjęta decyzja o przekazaniu szpitala pod jurysdykcję Politechnice Bydgoskiej, która od roku akademickiego 2024/2025 uruchomi kierunek lekarski. 24 kwietnia 2024 podczas sesji rady miasta Bydgoszczy radni w drodze uchwały wyrazili zgodę na przekazanie placówki tejże uczelni. Przejęcie szpitala pierwotnie miało odbyć się na przełomie drugiego i trzeciego kwartału 2024 roku.
Oficjalne przekazanie lecznicy Politechnice Bydgoskiej nastąpiło 8 listopada 2024 r. Docelowo szpital będzie nosił nazwę: Szpital Kliniczny im. dr. Emila Warmińskiego Politechniki Bydgoskiej.

### Nazwy
- Szpital Ogólny nr 2 im. dr Emila Warmińskiego w Bydgoszczy (1959–1992)
- Szpital im. dr Emila Warmińskiego w Bydgoszczy (1992–1997)
- Szpital Miejski im. dr Emila Warmińskiego (1997–2002)
- Wielospecjalistyczny Szpital Miejski im. dr Emila Warmińskiego – Samodzielny Publiczny Zakład Opieki Zdrowotnej w Bydgoszczy (od 2002)

### Dyrektorzy
- Jan Masełkowski (1959–1973)
- Janusz Mąka (1973–1975)
- Andrzej Przeniewski (1975–1992)
- Jarosław Szułczyński (1992–1994)
- Czesław Świątczak (1995–1999)
- Andrzej Lipkowski (1999–2006)
- Krzysztof Tadrzak (2006–2011)
- Krzysztof Malatyński (2011–2012)
- Anna Lewandowska (2012–2024)
- Monika Kasprzyk (od 2024)[15][16]

## Struktura organizacyjna

### Oddziały
- Oddział Kliniczny Anestezjologii i Intensywnej Terapii
- Oddział Kliniczny Chirurgii i Żywienia Klinicznego
- Oddział Kliniczny Perinatologii, Położnictwa i Ginekologii
- Oddział Kliniczny Kardiologii i Chorób Wewnętrznych
- Oddział Kliniczny Chorób Wewnętrznych
- Oddział Kliniczny Neurologii
- Oddział Kliniczny Neonatologii i Intensywnej Terapii Noworodka
- Oddział Kliniczny Rehabilitacji
- Ogólna Izba Przyjęć

### Poradnie
- Poradnia chirurgiczna
- Poradnia ginekologiczno-położnicza
- Poradnia kardiologiczna
- Poradnia logopedyczna
- Poradnia neonatologiczna
- Poradnia neurologiczna
- Poradnia okulistyczna
- Poradnia rehabilitacyjna
- Poradnia urazowo-ortopedyczna
- Poradnia urologiczna

### Pracownie i zakłady
- Blok operacyjny
- Zakład Diagnostyki Laboratoryjnej
- Zakład Diagnostyki Obrazowej
- Zakład Endoskopii Gastroenterologicznej
- Zakład Hemodynamiki
- Zakład Patomorfologii
- Apteka szpitalna
- Centralna sterylizacja

## Patron
Patronem szpitala od początku jego istnienia w 1959 jest dr Emil Warmiński (1881–1909) – lekarz, polski działacz społeczny i narodowy, twórca Domu Polskiego w Bydgoszczy.